# Temple luthérien de Clairegoutte
Le temple luthérien de Clairegoutte est un édifice religieux protestant situé à Clairegoutte, en Haute-Saône. La paroisse est rattachée à l'Église protestante unie de France.

## Architecture

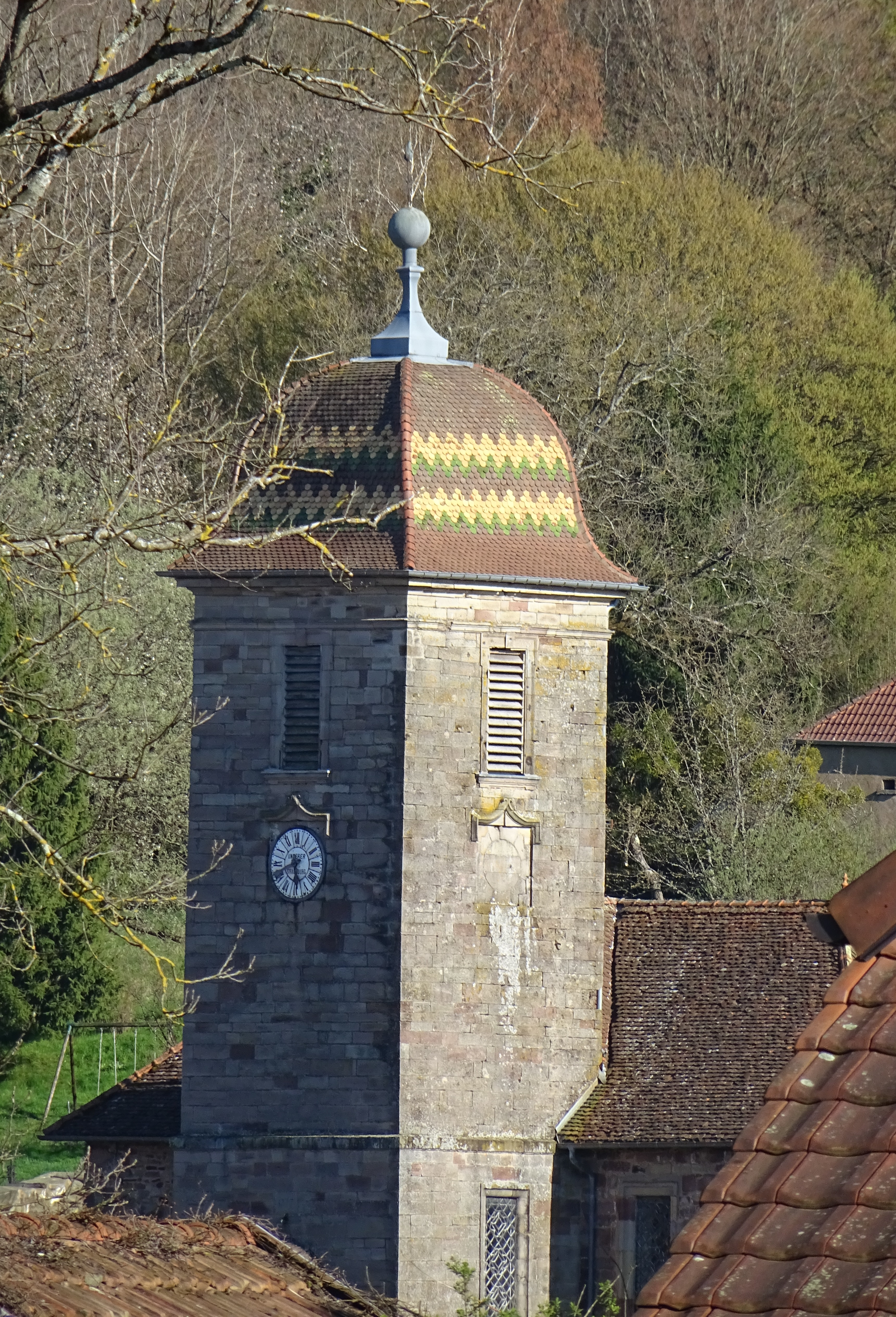
Le clocher.

L'une des curiosités architecturales du temple de Clairegoutte, en grès rose des Vosges, est l'emplacement du clocher accolé au milieu de la nef, et non à l'une de ses extrémités, comme c'est généralement le cas. Ce clocher est coiffé d'un beau dôme à l'impériale typique des clochers comtois en tuiles vernissées,. Il abrite deux cloches.
L'intérieur, très sobre, comporte une galerie sur colonnes en chêne du XVIIIe siècle, de type würtembergeois, construite pour les fidèles de Frédéric-Fontaine, un village voisin. Cette installation entraîna l'obturation de la rosace qui fut rehaussée et rouverte lors des travaux de 1966-1967. La rosace est ornée d'un vitrail représentant le Bon Berger, dû à Etienne Lovy et installé en mars 1966. Les autres vitraux ne comportent pas de décor figuratif.
À noter aussi une chaire du XVIIe siècle et des fonts baptismaux taillés en 1967 dans un ancien autel du XIIIe siècle qui ornait auparavant le jardin de la cure. Sur l'autel, une intéressante croix de chêne de Hongrie et émaux de Limoges par Georges Deloraine (1966). Le temple conserve aussi trois aiguières de communion (pichets en étain) classés au titre d'objets à l'inventaire des monuments historiques depuis le 28 juillet 1966,.
Une horloge est réalisée en 1866.

## Historique
Au XIIe siècle est construite une première église vouée à Notre-Dame, dont il ne reste rien. Les archives signalent que l'église, devenue temple lorsque l'édifice passe à la Religion réformée, a été réparée de manière importante aux XVe et XVIIe siècles. Le temple est à nouveau restauré en 1704. Il est presque entièrement reconstruit en 1734. En 1777, le clocher de bois est reconstruit en pierre.
Dans la semaine du 6 au 12 mars 1967, deux tornades provoquent de nombreux dégâts dans la commune : toitures arrachées, arbres cassés ou déracinés. Le coq qui surmontait le clocher tombe dans un jardin voisin.
Le temple connaît deux importantes restaurations en 1849 et en 1966-1967. En 1990, la municipalité refit dans sa quasi-intégralité l'importante et majestueuse volée de marches en grès du perron. Le temple est inscrit à l'inventaire des monuments historiques depuis le 11 mars 1991.